# Wybory uzupełniające do Senatu Rzeczypospolitej Polskiej I kadencji
Wybory uzupełniające do Senatu Rzeczypospolitej Polskiej I kadencji (1989–1991) odbyły się trzy razy: 8 października 1989, 4 i 18 lutego 1990 oraz 27 maja i 10 czerwca 1990. We wszystkich przypadkach przyczyną była śmierć deputowanych wybranych w wyborach parlamentarnych w 1989.

## Lista wyborów uzupełniających do Senatu I kadencji
| Okręg       | Data       | Były senator        | Wybrany senator    | Przyczyna |
| ----------- | ---------- | ------------------- | ------------------ | --------- |
| piotrkowski | 08.10.1989 | Grzegorz Białkowski | Piotr Andrzejewski | śmierć    |
| opolski     | 04.02.1990 | Edmund Osmańczyk    | Dorota Simonides   | śmierć    |
| opolski     | 18.02.1990 | Edmund Osmańczyk    | Dorota Simonides   | śmierć    |
| lubelski    | 27.05.1990 | Adam Stanowski      | Jerzy Kłoczowski   | śmierć    |
| lubelski    | 10.06.1990 | Adam Stanowski      | Jerzy Kłoczowski   | śmierć    |

## Przyczyny zarządzania wyborów uzupełniających
Podstawą prawną zarządzenia wyborów uzupełniających do Senatu Rzeczypospolitej Polskiej I kadencji była Ustawa z dnia 7 kwietnia 1989 r. Ordynacja wyborcza do Senatu Polskiej Rzeczypospolitej Ludowej.
Zgodnie z art. 16 tej ustawy w razie utraty mandatu przez senatora Senat podejmował uchwałę w sprawie przeprowadzenia wyborów uzupełniających w okręgu, z którego został on wybrany, zaś na podstawie art. 95 ordynacji wyborczej do Sejmu Prezydent Rzeczypospolitej Polskiej nie później niż w 10. dniu od powzięcia uchwały przez izbę wyższą zarządzał ich przeprowadzenie w terminie do 3 miesięcy od dnia stwierdzenia wygaśnięcia mandatu. Wyborów uzupełniających nie przeprowadzano w okresie 6 miesięcy przed dniem upływu kadencji Sejmu. Głosowanie przeprowadzano wyłącznie na terytorium kraju.
Wygaśnięcie mandatu senatora stwierdzał Senat w następujących wypadkach:
- stwierdzenia nieważności wyboru senatora;
- odmowy złożenia ślubowania;
- utraty prawa wybieralności;
- śmierci;
- zrzeczenia się mandatu.

## Zasady wyboru
Aby zdobyć mandat senatorski, zwycięski kandydat musiał uzyskać bezwzględną większość głosów ważnych. W innym przypadku 14 dni później odbywało się głosowanie ponowne z udziałem dwóch kandydatów z największą liczbą głosów w I turze. Po głosowaniu ponownym miejsce w Senacie otrzymywał kandydat z większą liczbą głosów ważnych (większość względna). W obu turach za ważny uznawano również głos, który oddano przez skreślenie nazwisk wszystkich kandydatów (czyli braku poparcia dla któregokolwiek z nich), zatem wliczał się on do łącznej liczby głosów.

## Wybory uzupełniające 8 października 1989 (województwo piotrkowskie)
Wybory uzupełniające do Senatu Polskiej Rzeczypospolitej Ludowej w województwie piotrkowskim, które odbyły się 8 października 1989, zostały zarządzone przez Prezydenta PRL Wojciecha Jaruzelskiego 2 sierpnia 1989 z powodu śmierci Grzegorza Białkowskiego. Przeprowadziła je Okręgowa Komisja Wyborcza w Piotrkowie Trybunalskim.
Mandat senatorski uzyskał Piotr Andrzejewski.

### Kalendarz wyborczy

Województwo piotrkowskie na tle Polski

- do 13 września 1989 – zgłaszanie kandydatów na senatora do okręgowych komisji wyborczych w celu zarejestrowania,
- 8 października 1989, godz. 6:00–22:00 – głosowanie[3].

#### Kandydaci
Swoje kandydatury zarejestrowali:
1. Piotr Andrzejewski,
2. Kazimierz Falak,
3. Zygmunt Jankowski,
4. Mirosław Kaliszczak,
5. Stanisław Kersz.

#### Wyniki
| Kandydat                           | Głosów | %     |
| ---------------------------------- | ------ | ----- |
| Piotr Andrzejewski                 | 43 080 | 65,07 |
| Kazimierz Falak                    | 10 711 | 16,18 |
| Zygmunt Jankowski                  | 7572   | 11,44 |
| Stanisław Kersz                    | 2023   | 3,06  |
| Mirosław Kaliszczak                | 1819   | 2,75  |
| skreśleni wszyscy kandydaci        | 996    | 1,50  |
| Źródło: Państwowa Komisja Wyborcza |        |       |

## Wybory uzupełniające 4 i 18 lutego 1990 (województwo opolskie)
Wybory uzupełniające do Senatu Polskiej Rzeczypospolitej Ludowej w województwie opolskim, które odbyły się 4 i 18 lutego 1990, zostały zarządzone przez Prezydenta PRL Wojciecha Jaruzelskiego 29 listopada 1989 z powodu śmierci Edmunda Osmańczyka. Przeprowadziła je Okręgowa Komisja Wyborcza w Opolu.
Mandat senatorski uzyskała Dorota Simonides.

### Kalendarz wyborczy

Województwo opolskie na tle Polski

- do 12 stycznia 1990 – zgłaszanie kandydatów na senatora do okręgowych komisji wyborczych w celu zarejestrowania,
- 4 lutego 1990, godz. 6:00–22:00 – głosowanie
- 18 lutego 1990, godz. 6:00–22:00 – ponowne głosowanie[4].

#### Kandydaci
Swoje kandydatury zarejestrowali:
1. Jerzy Bobrowski,
2. Henryk Kroll,
3. Józef Pietrzykowski,
4. Dorota Simonides.

#### Wyniki
| Kandydat                                              | I tura | I tura | II tura | II tura |
| Kandydat                                              | Głosów | %      | Głosów  | %       |
| ----------------------------------------------------- | ------ | ------ | ------- | ------- |
| Henryk Kroll                                          | 84 601 | 39,39  | 124 498 | 32,35   |
| Dorota Simonides                                      | 76 592 | 35,66  | 258 135 | 67,07   |
| Józef Pietrzykowski                                   | 33 951 | 15,81  | —       | —       |
| Jerzy Bobrowski                                       | 17 265 | 8,04   | —       | —       |
| skreśleni wszyscy kandydaci                           | 2387   | 1,11   | 2213    | 0,58    |
| Źródło: Państwowa Komisja Wyborcza – I tura i II tura |        |        |         |         |

## Wybory uzupełniające 27 maja i 10 czerwca 1990 (województwo lubelskie)
Wybory uzupełniające do Senatu Polskiej Rzeczypospolitej Ludowej w województwie lubelskim, które odbyły się 27 maja i 10 czerwca 1990, zostały zarządzone przez Prezydenta RP Wojciecha Jaruzelskiego 3 kwietnia 1990 z powodu śmierci Adama Stanowskiego. Przeprowadziła je Okręgowa Komisja Wyborcza w Lublinie; I tura głosowania odbyła się równocześnie z wyborami do rad gmin.
Mandat senatorski uzyskał Jerzy Kłoczowski.

### Kalendarz wyborczy

Województwo lubelskie na tle Polski

- do 30 kwietnia 1990 – zgłaszanie kandydatów na senatora do okręgowych komisji wyborczych w celu zarejestrowania,
- 27 maja 1990, godz. 6:00–22:00 – głosowanie
- 10 czerwca 1990, godz. 6:00–22:00 – ponowne głosowanie[5].

#### Kandydaci
Swoje kandydatury zarejestrowali:
1. Marian Fuszara,
2. Janusz Jurek,
3. Jerzy Kłoczowski,
4. Roman Wierzbicki.

#### Wyniki
| Kandydat                                              | I tura | I tura | II tura | II tura |
| Kandydat                                              | Głosów | %      | Głosów  | %       |
| ----------------------------------------------------- | ------ | ------ | ------- | ------- |
| Jerzy Kłoczowski                                      | 91 848 | 40,51  | 47 320  | 50,93   |
| Roman Wierzbicki                                      | 79 540 | 35,08  | 44 705  | 48,11   |
| Janusz Jurek                                          | 28 447 | 12,54  | —       | —       |
| Marian Fuszara                                        | 19 487 | 8,59   | —       | —       |
| skreśleni wszyscy kandydaci                           | 7407   | 3,27   | 891     | 0,96    |
| Źródło: Państwowa Komisja Wyborcza – I tura i II tura |        |        |         |         |